# Pere Francesc de Montanyans
Pere Francesc de Montanyans i d'Horta o també Francesc Pere de Montanyans
(principis del s.XVI, Barcelona - ?) fou cavaller, castlà del castell de Terrassa i senyor d'Horta. Per herència posseïa el forn públic de Terrassa. El 1522, l'arquebisbe de Tarragona i Lloctinent General de Catalunya, Pere de Cardona, adjudicà l'herència d'Honorat Dimas de Montanyans, mort intestat, al seu fill Francesc Pere de Montanyans. Fou fill d'Honorat Dimas de Montanyans i net de Francesc de Montanyans i d'Isabel de Corbera. Alhora també era besnet del cavaller Antoni Guillem de Montanyans. Es casà amb Magdalena de Torrelles filla de Pere Antoni de Torrelles; tingueren almenys un fill: Honorat Jaume de Montanyans i de Torrelles, que presidí el Consell de Terrassa en el 1543. D'ell en va sortir la idea de substituir l'església de Sant Fruitós per una de nova anomenada Sant Esperit.